# مابینگودا
مابینگودا (به لاتین: Mabingoda) یک منطقهٔ مسکونی در سری‌لانکا است که در استان جنوبی (سری‌لانکا) واقع شده‌است.